# Glacier Mueller
Le glacier Mueller est un glacier long de 13 km qui coule à travers le parc national Aoraki/Mount Cook dans l'île du Sud en Nouvelle-Zélande. Il se trouve au sud de l'Aoraki/Mont Cook, dans les Alpes du Sud, et s'épanche vers le nord. Ses eaux de fonte rejoignent la rivière Tasman.
Le glacier a été nommé en hommage au baron von Mueller, un botaniste et explorateur germano-australien.
D'après la datation d'un lichen jaune-vert du sous-genre Rhizocarpon, on estime que le glacier Mueller a connu un Petit Âge glaciaire lui ayant permis d'avoir un volume maximal entre 1725 et 1730.

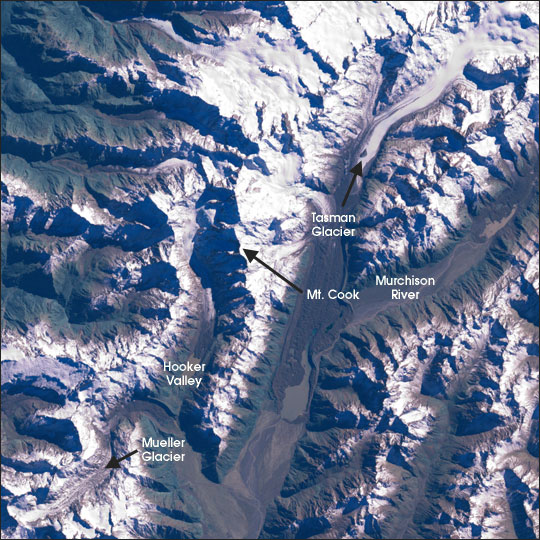
Image satellite de la région du mont Cook ; le glacier Mueller est en bas à gauche.